# Грийнок (Шотландия)
Вижте пояснителната страница за други населени места с името Грийнок.
Грѝйнок (на английски: Greenock, на гаелски Grianaig, правилен правопис по правилата за транскрипции Грийнък, произнася се [griːn'ək]) е град в южната част на Централна Шотландия.

## География
Грийнок е разположен по южното крайбрежие на залива Фърт ъф Клайд в област Инвърклайд. Има пристанище и жп гара. Срещу него по северния бряг на залива е разположен град Хелънсбърг. Население 71 750 от преброяването през 2004 г.  Архив на оригинала от 2012-01-25 в Wayback Machine.

## История
Градът е основан като рибарско селище през 1592 г.
По време на Втората световна война, през нощта на 6 и 7 май 1941 година, градът е бомбардиран тежко от около 300 бомбардировачи на Луфтвафе. Разрушени са много сгради, включително и тази на кметството, много здания са тежко повредени и по-късно са разрушени.

## Архитектура
Сред архитектурните забележителности на града е кулата „Виктория“ в централната част.

## Спорт
Представителният футболен отбор на града е на ФК Грийнък Мортън. Състезавал се е в шотландските Първа и Втора дивизия. През 1964 г. поставя рекорд от 23 поредни победи, който е подобрен през 2005 г. от Селтик.

## Родени в Грийнок
- Джеймс Уат (1736-1819), британски физик и изобретател